# روبرت سميث (لاعب كريكت)
روبرت سميث (بالإنجليزية: Robert Smith)‏ (27 مايو 1868 في أستراليا - 21 أغسطس 1927) هو لاعب كريكت أسترالي. لعب مع فريق فكتوريا للكريكت.

## وصلات خارجية
- روبرت سميث على موقع إي آس بي آن كريك إنفو (الإنجليزية)